# サンバー
サンバー（英: Sambar、学名: Rusa unicolor）は、哺乳綱偶蹄目シカ科サンバー属に分類されるシカ。別名スイロク（水鹿）。

## 分布
インド、バングラデシュ、スリランカ、中国南部、海南島、台湾、インドネシア、マレーシア、タイ、 ミャンマー。
なお、日本列島でもサンバーやサンバー属に属するルサジカ（キュウシュウルサジカ）が前期更新世に生息していたことが判明している。

## 形態
体長（頭胴長）170-270cm、尾長約30cm、肩高120-150cm、体重150-315kg。オスのみに角があり、角は基部で1本、先端でさらに1本枝分かれする。体毛は灰褐色から暗褐色で、尾は暗色、頸部の体毛は長い。

## 生態
別名のスイロクは漢字では水鹿と表記し、名前の通り水辺（湿地帯の森林）に棲息していることが多い。泥浴びを好み、単独もしくはメスと幼体からなる小規模な群れを形成し生活する。夜行性で、昼間は木陰などで休む。天敵としてはトラやドールが挙げられる。
食性は草食性で、草や果実、また木の芽を好んで採餌し、木の葉、水草なども食べる。

## 亜種
現在、7亜種が認められている。
| 亜種              | 英名                    | 分布域                             |
| ----------------- | ----------------------- | ---------------------------------- |
| R. u. brookei     |                         | ボルネオ島                         |
| R. u. cambojensis |                         | インドネシア、半島マレーシア       |
| R. u. dejeani     | South China sambar Deer | 中国南部・南西部                   |
| R. u. equina      | Malayan sambar Deer     | スマトラ島                         |
| R. u. hainana     | Hainan sambar deer      | 海南島、中国                       |
| R. u. swinhoii    | Formosan sambar deer    | 台湾                               |
| R. u. unicolor    | Sri Lankan sambar deer  | インド、バングラデシュ、スリランカ |

## 人間との関係
19世紀にアメリカ合衆国のフロリダ州、オーストラリア、ニュージーランドに人為的に導入されている。
日本においては安佐動物公園のみで飼育されている。
角はナイフの柄などに使用され、実用性・装飾性の両方に優れている。
富士重工業の軽自動車のうち、軽トラックとその派生形バン・ワゴン車のペットネームであるサンバー (Sambar)は、本種に由来する。